# Lanzingen
Lanzingen ist ein Ortsteil der Spessart-Gemeinde Biebergemünd im hessischen Main-Kinzig-Kreis. Die anderen Ortsteile sind, nach ihrer Größe geordnet: Kassel, Bieber, Wirtheim/Neuwirtheim und Roßbach, gefolgt vom kleinsten Ortsteil Breitenborn/Lützel.

## Geografie

### Geografische Lage
Lanzingen liegt im Biebertal, beiderseits der Bieber, auf einer Höhe von 178 m über NHN, unmittelbar südlich der Einmündung des Lützelbaches. Die nächste größere Erhebung ist der Steinige Berg mit 443 m über NHN im Naturpark Spessart. Die Kreisstadt Gelnhausen liegt sieben Kilometer nordwestlich.

### Nachbargemeinden
Lanzingen grenzt im Norden an den Ortsteil Kassel, im Süd-Osten an den Ortsteil Roßbach, im Süd-Westen an den Ortsteil Breitenborn/Lützel und im Westen an Eidengesäß, einen Ortsteil der Gemeinde Linsengericht.
| Haitz              | Kassel                                      | Bad Orb      |
| Eidengesäß         | Kompassrose, die auf Nachbargemeinden zeigt | Lettgenbrunn |
| Breitenborn/Lützel | Kleinkahl                                   | Roßbach      |

### Verkehrsanbindung
Westlich am Ort vorbei führt die Bundesstraße B 276, die Deutsche Ferienroute Alpen–Ostsee.

## Geschichte

### Historische Namensformen
In historischen Dokumenten ist der Ort unter folgenden Ortsnamen belegt (in Klammern das Jahr der Erwähnung):
- Lanczengeseze (1339)
- Landtzingensesse (um 1450)
- Lantzingen (1753)

### Mittelalter
Die älteste erhaltene Erwähnung des Ortes stammt aus dem Jahr 1339. Er gehörte zum Amt Bieber. 1333 gelang es Ulrich II. von Hanau die Hälfte des Amtes von Kurmainz als Lehen verliehen zu erhalten. Das Amt Bieber – und damit auch Lanzingen – wurde dadurch ein Kondominat, zunächst zwischen den Grafen von Rieneck und den Herren von Hanau, dann, als Graf Philipp III. von Rieneck, letztes männliches Mitglied seiner Familie, am 3. September 1559 starb, zwischen Kurmainz und der Grafschaft Hanau-Münzenberg, wobei die Hanauer Hälfte daran weiter ein Lehen von Kurmainz war.

### Neuzeit
Das Dorf gehörte zur Pfarrei Bieber und wurde in der Zeit der Reformation nach Bieber eingepfarrt. Die Einwohner wurden lutherisch. 1684 fiel die Mainzer Hälfte – auch als Lehen von Mainz – im Tausch gegen die hanauische Hälfte des ebenfalls mit Mainz gemeinschaftlichen Amtes Partenstein komplett an die Grafschaft Hanau.
1736 starb mit Graf Johann Reinhard III. der letzte Graf von Hanau und die Grafschaft Hanau-Münzenberg fiel an die Landgrafschaft Hessen-Kassel. 1821 kam es in der ehemaligen, nun „Kurfürstentum Hessen“ genannten Landgrafschaft, zu einer grundlegenden Verwaltungsreform. Das Amt Bieber wurde dem neu gebildeten Landkreis Gelnhausen zugeschlagen. Am 1. Oktober 1971 wurde Lanzingen im Rahmen der Gebietsreform in Hessen ein Ortsteil der Gemeinde Bieber, die wiederum am 1. Juli 1974 mit Biebergemünd fusionierte. Am selben Tag ging der Landkreis Gelnhausen im Main-Kinzig-Kreis auf.
Die Fläche der ehemaligen Gemeinde Lanzingen betrug 2,29 km².

### Wüstung Rodenhof
Historisch gehörte zur Gemeinde Lanzingen auch die heutige Wüstung Rodenhof. Der ehemalige Weiler lag einen km südlich des Dorfes. Der Name, der wahrscheinlich auf eine Rodungsinsel zurückführt, wurde in verschiedenen Zeiten unterschiedlich geschrieben: Rödenhoff (1439), Rodenhove (um 1450), Rothe Hof (1858) und Rodenhof. Die Kleinsiedlung, die kurz zuvor noch neun Haushaltungen zählte, ist vermutlich im Dreißigjährigen Krieg wüst gefallen. Ein Zusammenhang mit der Zunahme der Haushaltungen (siehe Einwohnerentwicklung) in Lanzingen legt diese Annahme nahe.

### Bevölkerung

#### Einwohnerentwicklung
Quelle: Historisches Ortslexikon
- 1598: 26 Haushaltungen
- 1633: 31 Haushaltungen

| Lanzingen: Einwohnerzahlen von 1834 bis 2011 | Lanzingen: Einwohnerzahlen von 1834 bis 2011 | Lanzingen: Einwohnerzahlen von 1834 bis 2011 | Lanzingen: Einwohnerzahlen von 1834 bis 2011 | Lanzingen: Einwohnerzahlen von 1834 bis 2011 |
| --- | -------------------------------------------- | -------------------------------------------- | -------------------------------------------- | -------------------------------------------- |
| Jahr |                                              |                                              |                                              | Einwohner                                    |
| 1834 | 1834                                         |                                              | 229                                          | 229                                          |
| 1840 | 1840                                         |                                              | 231                                          | 231                                          |
| 1846 | 1846                                         |                                              | 228                                          | 228                                          |
| 1852 | 1852                                         |                                              | 224                                          | 224                                          |
| 1858 | 1858                                         |                                              | 223                                          | 223                                          |
| 1864 | 1864                                         |                                              | 218                                          | 218                                          |
| 1871 | 1871                                         |                                              | 200                                          | 200                                          |
| 1875 | 1875                                         |                                              | 203                                          | 203                                          |
| 1885 | 1885                                         |                                              | 200                                          | 200                                          |
| 1895 | 1895                                         |                                              | 210                                          | 210                                          |
| 1905 | 1905                                         |                                              | 197                                          | 197                                          |
| 1910 | 1910                                         |                                              | 221                                          | 221                                          |
| 1925 | 1925                                         |                                              | 240                                          | 240                                          |
| 1939 | 1939                                         |                                              | 232                                          | 232                                          |
| 1946 | 1946                                         |                                              | 440                                          | 440                                          |
| 1950 | 1950                                         |                                              | 413                                          | 413                                          |
| 1956 | 1956                                         |                                              | 329                                          | 329                                          |
| 1961 | 1961                                         |                                              | 325                                          | 325                                          |
| 1967 | 1967                                         |                                              | 343                                          | 343                                          |
| 1970 | 1970                                         |                                              | 337                                          | 337                                          |
| 1980 | 1980                                         |                                              | ?                                            | ?                                            |
| 1990 | 1990                                         |                                              | ?                                            | ?                                            |
| 2000 | 2000                                         |                                              | ?                                            | ?                                            |
| 2011 | 2011                                         |                                              | 636                                          | 636                                          |
| Datenquelle: Historisches Gemeindeverzeichnis für Hessen: Die Bevölkerung der Gemeinden 1834 bis 1967. Wiesbaden: Hessisches Statistisches Landesamt, 1968. Weitere Quellen: ; Zensus 2011 |                                              |                                              |                                              |                                              |

#### Religionszugehörigkeit
Quelle: Historisches Ortslexikon
| • 1885: | 162 evangelische (= 81,00 %), 38 katholische (= 19,00 %) Einwohner  |
| • 1961: | 223 evangelische (= 68,26 %), 101 katholische (= 31,08 %) Einwohner |

## Bildung

### Kindertagesstätte
In Lanzingen gibt es den evangelischen Kindergarten „Schatzkästlein“. Er bietet Platz für 50 Kindergartenkinder, die in zwei Gruppen betreut werden. Weitere Kitas innerhalb der Gemeinde gibt es in Bieber, Kassel und Wirtheim.

### Schulen
Im nahen Bieber gibt es die Grundschule Biebertal. Die Alteburg-Schule im Ortsteil Kassel hat auch einen Haupt- und Realschulzweig. Darüber hinaus ist die gesamte Gemeinde Biebergemünd an die Friedrich-August-Genth-Schule (Kooperative Gesamtschule) in Wächtersbach, das Grimmelshausen-Gymnasium in Gelnhausen und die Henry-Harnischfeger-Schule (integrierte Gesamtschule) in Bad Soden-Salmünster angebunden.

## Infrastruktur und Wirtschaft

### Dorfgemeinschaftshaus
Das große Dorfgemeinschaftshaus Lanzingen verfügt über mehrere Gesellschaftsräume. Die Bestuhlung des großen Saales kann den aktuellen Bedürfnissen jeweils angepasst werden (zwischen 80 und 320 Sitzplätzen). Eine große, mobile Bühne (40 m²), mit Lautsprecheranlage, einer Küche, zwei Duschen mit Umkleidegarderoben, eine Großtheke, ein Clubraum mit Theke und zwei Kühlräume ergänzen die technische Ausstattung des Dorfgemeinschaftshauses und ermöglichen eine sehr vielfältige Nutzung der Einrichtung.

### Verkehr

#### Straßen
Lanzingen liegt an der als Umgehungsstraße realisierten Bundesstraße B 276, die von Birstein nach Lohr am Main führt. An der Eisernen Hand bei Bad Orb bindet diese an die Bundesautobahn A 66 an. Sie ersetzt die ehemalige Durchgangsstraße durch den Ort, in der nun Tempo 30 gilt.

#### Bahn
Am Bahnhof im Ortsteil Wirtheim gibt es Anschluss an die Kinzigtalbahn Fulda–Frankfurt. Hier verkehrt die Regionalbahn Wächtersbach–Frankfurt im Stundentakt.

#### Nahverkehr
Ganzjährig verkehren in Lanzingen mehrere Buslinien der KVG. Sie schaffen mit den Linien MKK 64 und MKK 65 öffentliche Verkehrsanschlüsse zu allen Ortsteilen der Gemeinde Biebergemünd, nach Wächtersbach mit der Kinzigtalbahn (Bahnhof Wächtersbach) sowie nach Bad Soden-Salmünster, weiterhin zum Bahnhof Gelnhausen und Wirtheim, aber auch zu den Nachbargemeinden Flörsbachtal und Jossgrund. Es gilt der Tarif des Rhein-Main-Verkehrsverbundes.

### Freiwillige Feuerwehr
Die Freiwillige Feuerwehr Lanzingen ist 1901 gegründet worden, 1992 folgte die Jugendfeuerwehr Lanzingen. 1969 wurde das Feuerwehrhaus Biebergemünd-Lanzingen eingeweiht. Im Jahr 2020 wurde ein Neubau am Ortsrand bezogen.
Heute verfügt die Einsatzabteilung der Freiwilligen Feuerwehr Lanzingen über 20 Kameraden und Kameradinnen, hinzu kommt die Jugendfeuerwehr mit 8 Personen.
Die Einsatz- und Gefahrenschwerpunkte der Feuerwehr Lanzingen sind:
- Landwirtschaftliche Anwesen
- Gewerbe- und Industriegebiet
- Bundesstraße B 276 Richtung Würzburg

### Wirtschaftshistorie

#### Wassermühle
Das Dorf besaß eine Gemeindemühle am Südrand des Ortes. Sie erhielt ihr Wasser aus einem Betriebsgraben, der vom Bachlauf der Bieber gespeist wurde. Die Mühle wurde erst nach dem Zweiten Weltkrieg stillgelegt.

#### Biebertalbahn
Zur Förderung des Erzbergbaus im Biebertal wurde 1885 die schmalspurige Spessartbahn in Betrieb genommen. Sie führte vom Bahnhof Gelnhausen über Wirtheim nach Lochborn. Der Betrieb dieser Bahn wurde auch nach Stilllegung des Bergbaus im Mai 1925, zunächst für die Personenbeförderung noch fortgesetzt. 1951 stellte diese Bahn ihren Betrieb ein. Ein Teil der Bahntrasse ist als Wander- und Radweg erhalten.

## Kultur und Sehenswürdigkeiten

### Kulturdenkmäler
Siehe auch: Liste der Kulturdenkmäler in Lanzingen

### Bräuche und regelmäßige Veranstaltungen
- In Lanzingen treffen sich Kinder mit ihren Eltern oder Begleitern regelmäßig am Kindergarten „Schatzkästlein“ zum Martinsumzug. Die Veranstaltung ist verbunden mit einem Familiengottesdienst[11].
- Eine Pflanzen-Tausch- und -Verschenkbörse findet zweimal im Jahr statt und wird vom Obst- und Gartenbauvereine Lanzingen 1946 e. V. durchgeführt.
- Einmal jährlich findet das Äbbelwoi und Handkäsfest statt, ebenfalls vom Obst- und Gartenbauvereine Lanzingen 1946 e. V. organisiert[12].

### Vereine
- Obst und Gartenbauverein (OGV) e. V. 1946[13]
- Freiwillige Feuerwehr Lanzingen
- Sängerlust Lanzingen
- TTC Lanzingen 1958 e. V.
- VdK Lanzingen.

### Freizeit und Sport

#### Fernwanderweg Spessartbogen
Lanzingen liegt, ebenso wie die beiden benachbarten Ortsteile Biebergemünds, Breitenborn/Lützel und Kassel am etwa 90 km langen Fernwanderweg Spessartbogen. Von Langenselbold über Waldrode und Horbach kommend, zieht er über Kassel weiter nach Bad Orb mit dem Endziel Schlüchtern. Lanzingen stellt einen der Zwischenzielpunkte des Wanderweges dar.

## Persönlichkeiten

### Mit dem Ort verbundene Personen
- Gerda Geiger (23. Oktober 1899 – 29. März 1975, Lanzingen) Lehrerin in Lanzingen von 1946–1964. Eine Gedenktafel auf dem Friedhof erinnert an diese „Lehrerin mit Leib und Seele“, wie sie noch Jahrzehnte nach ihrem Tode, von ehemaligen Schülerinnen und Schülern beschrieben wird[14].